# Petar Aleksić
Petar Aleksić (* 2. November 1968 in Trebinje) ist ein bosnisch/Schweizer Basketballtrainer und ehemaliger -spieler.

## Laufbahn
Als Spieler stand Aleksić in Diensten jugoslawischer, serbischer, kroatischer und ungarischer Vereine, ehe er 1999 zu Union Neuchâtel in die Schweiz wechselte. 2001 zog er zum BBC Nyon weiter. Zum Abschluss seiner Spielerzeit stand er in der Saison 2003/04 bei Leotar Trebinje in seiner Geburtsstadt unter Vertrag. Während seiner Karriere gewann er mit FMP Belgrad 1996 und 1997 den serbischen Pokalbewerb, 2004 holte er mit Trebinje den Pokalsieg in Bosnien-Herzegowina.
2004 übernahm er beim BBC Feldkirch sein erstes Traineramt und führte die Mannschaft im Spieljahr 2004/05 zum Aufstieg von der zweiten Liga in die Bundesliga. Im Folgejahr erreichte er mit Feldkirch in der höchsten Spielklasse Österreichs als Liganeuling den sechsten Rang.
In der Saison 2006/07 war er Trainer von Union Neuchâtel in der zweiten Liga der Schweiz, von 2007 bis 2009 arbeitete Aleksić unter Luka Pavićević als Assistenztrainer beim deutschen Bundesligisten Alba Berlin und wurde mit der Mannschaft 2008 deutscher Meister sowie 2009 deutscher Pokalsieger.
In der Saison 2010/11 war er in einer zweiten Amtszeit erneut Cheftrainer in Neuchâtel, von 2011 bis 2013 leitete er den BBC Monthey in der Nationalliga an. 2013 übernahm er das Traineramt bei Fribourg Olympic (ebenfalls Nationalliga), gleichzeitig begann mit Philippe de Gottrau ein neuer Vereinsvorsitzender seine Amtszeit. Mit den beiden begann die erfolgreichste Zeit in der Vereinsgeschichte. 2016 führte Aleksić die Freiburger zum Titel des Schweizmeisters sowie zum Gewinn des nationalen Pokalbewerbs und Supercups. Er wurde im Anschluss an diesen Erfolg zum zweiten Mal nach 2012 vom Internetdienst eurobasket.com zum Trainer des Jahres der Nationalliga gekürt. Zwischen 2013 und 2016 war Aleksić zusätzlich zu seiner Aufgabe in Fribourg auch Cheftrainer der Schweizer Nationalmannschaft und betreute die «Nati» in 31 Länderspielen. Zu seinen Erfolgen als Nationaltrainer gehört ein 79:77-Sieg der Schweiz in der Europameisterschaftsqualifikation gegen Russland im Jahr 2014. Im Spieljahr 2017/18 gewannen die Freiburger unter seiner Leitung die Schweizer Meisterschaft, den nationalen Pokalwettbewerb und den Ligapokal. 2018/19 führte er die Mannschaft wieder zum Gewinn der Meisterschaft sowie des Pokalwettbewerbs. Zudem erreichten seine Freiburger die Gruppenphase der Champions League, was als großer Erfolg für den Schweizer Basketball angesehen wurde. 2020 wurde Aleksić mit Fribourg Supercup- und Ligapokalsieger sowie 2021 Schweizer Meister und Supercup-Sieger. Eine Einschätzung des Schweizer Journalisten Valentin Danzi «lebt, isst und schläft» Aleksić den Basketballsport. In der Saison 2021/22 führte Aleksić Fribourg zu vier Titeln: Schweizer Meisterschaft, Schweizer Pokalsieg, Sieg im Ligapokal, Sieg im Supercup. Anfang April 2023 gewann er mit der Mannschaft abermals den Schweizer Pokalwettbewerb. Ende April 2023 kündigte er seinen Weggang aus Fribourg in Folge des Abschlusses der Saison 2022/23 an. Aleksić entschloss sich, den von Olympic angebotenen Einjahresvertrag, welchen er als geringschätzig empfand, nicht anzunehmen. Mitte Juni 2023 führte er Fribourg zum Abschluss seiner dortigen Tätigkeit erneut zum Gewinn des Schweizer Meistertitels, dem sechsten seiner Amtszeit.
Im Sommer 2024 trat Aleksić eine neue Stelle an, er wurde Trainer des griechischen Zweitligisten Iraklis Thessaloniki. Schon im Oktober 2024 wurde er wieder entlassen. Im November 2024 wechselte er zum KK FMP nach Belgrad und wurde neuer Trainer der serbischen Mannschaft. Ende Januar 2025 trennte man sich wieder. Von den vorherigen sechs Spielen in der Adriatischen Basketballliga war unter Aleksić’ Leitung nur eines gewonnen worden.